# Мураббин (аэропорт)
Аэропорт Мураббин, известный также как Аэропорт Гарри Хокер (англ. Harry Hawker (Moorabbin) Airport) — аэропорт общей авиации является самым маленьким по количеству пассажиров аэропортом из четырёх, расположенных в городе Мельбурн, Австралия. Аэропорт расположен в 21 километре к юго-востоку от центра Мельбурна.
Аэропорт обслуживает рейсы одной авиакомпании: